# Winnipeg Maple Leafs
Winnipeg Maple Leafs byl profesionální kanadský klub ledního hokeje, který sídlil ve Winnipegu v provincii Manitoba. V letech 1907–1909 působil v profesionální soutěži Manitoba Professional Hockey League. Aktivitu klub vykazoval v letech 1907–1909. V roce 1908 se Maple Leafs zúčastnily exhibičního zápasu o Stanley Cup, ve kterém podlehly Montrealu Wanderers.